# عبد الله الحقيل
عبد الله بن حمد الحقيل (توفي يوم 30 أكتوبر 2018)، هو أديب ومؤرخ سعودي وكان قد شغل العديد من المهام والمناصب الحكومية منها مدير إدارة الكتب والمقررات المدرسية ومديراً مساعداً للتخطيط التربوي وامين عام لدارة الملك عبد العزيز

## حياته العلمية والعملية
- ولد في محافظة المجمعة عام 1938 (1357هـ).
- تلقي علومه في مدارس دار التوحيد في محافظة الطائف.
- تخرج من كلية اللغة العربية عام 1958م.
- التحق بالعمل بوزارة المعارف 1959.
- ثم إلى بيروت للحصول على دبلوم في التربية المقارنة والتخطيط التربوي من معهد الأمم المتحدة عام 1962.
- ابتعث بعدها إلى الولايات المتحدة الأمريكية للحصول على درجة الماجستير من جامعة أوكلاهوما عام 1973م، في الدراسات العليا في الإدارة التربوية.
- بعد أن انتقل إلى الجزائر في سبيل خدمة العلم، ونقل المعرفة والقيام بدوره الوطني ليكون من أوائل المعلمين السعوديين الذين التحقوا بالعمل في الجزائر للإسهام في حركة التعريب من خلال عمله أستاذا للغة العربية وآدابها في كلية المعلمين بوهران لمدة عامين بدأ من 1385هـ،
- كما انتدب لتدريس اللغة العربية وآدابها في لبنان 1389هـ – 1390هـ.
- وكذلك لوحدة الإحصاء والبحوث والوثائق الربوية، ثم أميناً عاماً للمجلس الأعلى لرعاية الآداب والعلوم والفنون بوزارة المعارف وأميناً لدارة الملك عبد العزيز منذ 1406هـ، وحتى تقاعده 1413هـ.

## من مؤلفاته
عُرف عن الحقيل اسهاماته المتعددة في مجالات اللغة والأدب وأدب الرحلات، حيث صدر له العديد من المؤلفات في هذه المجالات منها:
أ- مؤلفات مطبوعة
- المفيد في الإنشاء
- كلمات متناثرة
- في التربية والثقافة
- رحلات وذكريات
- قصة إعداد المعلم في المملكة
- على مائدة الأدب
- المجمعة بين الحاضر والغابر
- شعاع في الأفق

ب- مؤلفات مخطوطة
- الدعوة الاصلاحية في مواجهة التحديات
- علاقة نجد بالشام في الفترة من 1157 إلى 1225هـ
- دور دارة الملك عبدالعزيز في نشر واحياء التراث العربي الإسلامي
- معجم منطقة عسير
- آراء في اللغة والأدب
- العلاقة بين التراث الإسلامي ونمو المدينة العربية
- كيف يتم وضع الخطة لتنمية المصادر البشرية
- مجموعة من البحوث والمقالات والأحاديث في الصحف والمجلات والإذاعة.[2]

## وفاته
توفي يوم الثلاثاء 30 أكتوبر 2018، وصُلِّي عليه عصر يوم الثلاثاء في جامع الملك خالد بأم الحمام، ودفن في مقبرة العودة بالدرعية.

## انظر ايضاً
- دارة الملك عبدالعزيز

## وصلات خارجية
- الحقيل.. رحلة «أدب وتاريخ» بدأت من المجمعة وطافت العالم.
- وفاة الحقيل..الأمين السابق لدارة الملك عبد العزيز..وأمير الرياض يعزّي.